# دولار هونغ كونغ
الدولار الهونغ كونغي (العلامة : HK $ ؛ الرمز : HKD) والذي يختصر بـ ($) هي العملة الرسمية في هونغ كونغ. وينقسم الدولار الهونغ كونغي إلى 100 سنت. سلطة النقد في هونغ كونغ هي مجلس النقد الحكومي وتعد البنك المركزي الفعلي لهونغ كونغ وللدولار الهونغ كونغي.
رخصت سلطة النقد في هونغ كونغ لثلاثة بنوك تجارية لإصدار الأوراق النقدية خاصة بها للتداول العام في هونغ كونغ. تصدر البنوك التجارية الثلاثة وهي مؤسسة هونغ كونغ وشنغهاي المصرفية (HSBC)، بنك الصين، وستاندرد تشارترد تصميماتها الخاصة من الأوراق النقدية بفئات 20 دولار هونغ كونغي، 50 دولار هونغ كونغي، 100 دولار هونغ كونغي، 500 دولار هونغ كونغي و 1000 دولار هونغ كونغي، مع تشابه جميع التصاميم مع بعضها البعض في نفس الفئة من الأوراق النقدية. وتقوم حكومة هونغ كونغ حصريًا بإصدار الأوراق النقدية بقيمة 10 دولارات هونغ كونغ وجميع القطع النقدية.
اعتبارًا من أبريل 2019، كان الدولار الهونغ كونغي هو تاسع أكثر العملات تداولًا في العالم. تستخدم هونغ كونغ نظام سعر الصرف المرتبط، ويتداول منذ مايو 2005 في نطاق 1 دولار أمريكي مقابل 7.75-7.85 دولار هونغ كونغي. بصرف النظر عن استخدامه في هونغ كونغ، يستخدم الدولار الهونغ كونغي أيضًا في ماكاو المجاورة، حيث يتم تداول الدولار الهونغ كونغي جنبًا إلى جنب مع الباتاكا الماكاوي.

## تاريخ
عندما تأسست هونغ كونغ كميناء تجاري حر في عام 1841، لم تكن هناك عملة محلية متداولة يوميًا. تم تداول العملات الأجنبية مثل الروبية الهندية، والإسبانية أو المكسيكية، والعملات النقدية الصينية. منذ عام 1825، كانت سياسة الحكومة البريطانية هي إدخال عملات الفضة الإسترلينية لجميع مستعمراتها، ولهذا الغرض، في عام 1845، حددت الحكومة البريطانية قيمة القطع النقدية الإسبانية أوالثمانية ريالات المكسيكية بـ4 شلنات وبنسان استرليني (50 بنسا). ولكن تمامًا كما في حالة المستعمرات البريطانية في أمريكا الشمالية، فشلت محاولات إدخال العملة الاسترليني في التغلب على الالتزام المحلي القوي بنظام الدولار الإسباني الفضي الذي كان متداولًا على نطاق واسع في جميع أنحاء الشرق الأقصى، والذي نشأ منذ قرون في مانيلا بالفلبينكجزء من جزر الهند الشرقية الإسبانية في الإمبراطورية الاستعمارية الإسبانية من خلال استعمال السفن التجارية الإسبانية بين ميناءي مانيلا وأكابولكو غاليون للعملات المعدنية التي سُكت في أمريكا الإسبانية في المكسيك أو بيرو أو بوليفيا.
بحلول عام 1858، تخلت الحكومة البريطانية عن جميع محاولات التأثير على وضع العملة في كندا، وبحلول ستينيات القرن التاسع عشر، توصلت إلى نفس النتيجة في هونغ كونغ والتي تتلخص بأنه لا جدوى من محاولة استبدال نظام العملة الموجود بالفعل. في عام 1863، بدأت دار سك العملة الملكية في لندن بإصدار عملات فرعية خاصة لاستخدامها في هونغ كونغ ضمن نظام الدولار، على الرغم من تداول العملات الوطنية الأخرى بشكل غير رسمي لسنوات بعد ذلك.
في عام 1866، أُسست دار محلية لسك العملة في شارع كليفلاند في خليج كوزواي بجزيرة هونغ كونغ بغرض سك عملات الدولار الفضي والنصف الدولار هونغ كونغي بنفس القيمة والتشابه مع نظيراتها الإسبانية / المكسيكية. غير أن الصينيين لم يتقبلوا دولارات هونغ كونغ الجديدة جيدًا، وفي عام 1868 أُغلقت دار سك العملة في هونغ كونغ بخسارة قدرها 440 ألف دولار. بيعت الآلات في دار سك العملة في هونغ كونغ أولاً إلى شركة جاردين ماثيسون ثم إلى اليابانيين، واستخدمت في صنع أول عملات الين في عام 1870. في ستينيات القرن التاسع عشر، بدأت الأوراق النقدية للبنوك الاستعمارية البريطانية الجديدة، وهونغ كونغ وشنغهاي المصرفية، وبنك تشارترد أوف إنديا وأستراليا والصين، المقومة بالدولار، في الانتشار في كل من هونغ كونغ والمنطقة المحيطة.
في عام 1873، أدت أزمة الفضة العالمية إلى انخفاض قيمة الفضة مقابل العملات القائمة على الذهب. نظرًا لأن الدولار الفضي في الولايات المتحدة وكندا كان مرتبطًا بمعيار تبادل الذهب، فإن هذا يعني أن الدولار الفضي المتداول على طول الساحل الصيني انخفض في القيمة مقارنة بالدولار الأمريكي والدولار الكندي.

### أوائل القرن العشرين
بحلول عام 1895، تغيرت الظروف إلى الحد الذي أصبح فيه ندرة في الدولار الإسباني / المكسيكي وكانت السلطات في كل من هونغ كونغ ومستعمرات المضيق تمارس ضغوطا على السلطات في لندن لاتخاذ تدابير للحصول على إمدادات منتظمة من عملات الدولار الفضي. أذعنت لندن في النهاية وسُن تشريع في محاولة لتنظيم العملة. سُكت دولارات التجارة البريطانية الجديدة في دار سك العملة في كلكتا وبومباي لاستخدامها في كل من هونغ كونغ ومستعمرات المضيق. في عام 1906، أصدرت مستعمرات المضيق عملة الدولار الفضي الخاصة بها وربطته بمعيار صرف الجنيه الإسترليني بقيمة ثابتة قدرها 2 شلن و 4 بنسات. وكانت هذه نقطة الانطلاق بين وحدة هونغ كونغ ووحدة المضيق.
في ويهاي البريطانية ‏، كان التداول النقدي بالدولار الهونغ كونغي بالاشتراك مع اليوان الصيني من عام 1914 إلى عام 1930، إلى أن أُعيدت ويهاي إلى جمهورية الصين.
بحلول عام 1935، لم تبق إلا هونغ كونغ والصين تستعملان المعيار الفضي. في ذلك العام، تخلت هونغ كونغ، بعد فترة وجيزة من الصين، عن الفضة وأدخلت ربطًا زاحفًا للجنيه الإسترليني حيث أن 1 جنيه إسترليني يساوي 15.36 دولار هونغ كونغي إلى 16.45 دولار هونغ كونغي. منذ هذه اللحظة، ظهر مفهوم الدولار الهونغ كونغي كوحدة مميزة للعملة. أدى قانون العملة ذات الدولار الواحد في ذلك العام إلى تقديم أوراق نقدية من فئة الدولار الواحد من قبل الحكومة واعترفت الحكومة بالدولار الهونغ كونغي كوحدة نقدية محلية. لم تُوحد العملة القانونية لهونغ كونغ حتى عام 1937. في عام 1939، وُضع الدولار الهونغ كونغي على صرف ثابت بقيمة 16 دولار هونغ كونغي لكل 1 جنيه إسترليني (1 دولار = 1 شلن 3 بنس).
بدأ النقاش حول التحول من المعيار الفضي إلى المعيار الذهبي منذ عام 1930. صدر تقرير اللجنة في مايو 1931. وخلص إلى أنه من المهم لهونغ كونغ أن تسهل التدفق الحر لرأس المال مع الصين، وبالتالي يفضل نفس المعيار النقدي. كما أوصى التقرير حكومة هونغ كونغ فقط بتولي عبء إصدار السندات عندما تفشل البنوك في القيام بذلك. في الواقع، لم تكن حكومة هونغ كونغ على استعداد لتولي لوجستيات إصدار الأوراق النقدية، بل إن بعض المسؤولين اعتقدوا أن الشعب لديه ثقة أكبر في الأوراق النقدية الصادرة عن تلك البنوك القائمة منذ فترة طويلة أكثر من تلك الصادرة عن الحكومة.
أثناء الاحتلال الياباني، كان الين الياباني العسكري هو الوسيلة الوحيدة للتبادل اليومي في هونغ كونغ. عندما قُدم الين لأول مرة في 26 ديسمبر 1941، كان سعر الصرف بقيمة 1 ين = 2 دولار هونغ كونغي. ومع ذلك، في أغسطس 1942، غُير السعر إلى 4 دولارات هونغ كونغية لكل ين واحد. أصبح الين العملة القانونية الوحيدة في 1 يونيو 1943. استأنفت حكومة هونغ كونغ والبنوك المحلية المصرح لها بعد التحرير إصدار العملة المحلية، مع استعادة سعر ما قبل الحرب البالغ 16 دولار هونغ كونغي لكل 1 جنيه إسترليني. تم تداول الين بمعدل 100 ين لكل 1 دولار هونغ كونغي. في 6 سبتمبر 1945، أعلنت وزارة المالية اليابانية إلغاء جميع أوراق الين العسكرية المستخدمة في المستعمرات اليابانية.

### فترة ما بعد الحرب العالمية الثانية

#### الدولار الهونغ كونغي في منطقة الجنيه الاسترليني
بعد نهاية الحرب العالمية الثانية، أعيد ربط الدولار الهونغ كونغي بالجنيه الإسترليني بسعر ثابت مماثل لمستوى ما قبل الحرب. في غضون ذلك، بذلت المملكة المتحدة جهودًا في الحفاظ على منطقة الجنيه الاسترليني مع دول الكومنولث البريطاني وكذلك مستعمراتها. وفرضت قيودًا على الصرف على دول التي لا تتخذ الإسترليني عُملتها الرئيسية والقانونية الوحيدة، ومنعتهم من تحويل الجنيه الإسترليني بحرية إلى الدولار الأمريكي، لكن لم توضع مثل هذه القيود على دول منطقة الاسترليني. كانت هونغ كونغ بصفتها مستعمرة تابعة للإمبراطورية البريطانية ملزمة بمراعاة لوائح منطقة الاسترليني. لكن موقعها الجغرافي والاقتصادي الفريد منحها القدرة على تحدي ضوابط الصرف من خلال تشغيل نظام مزدوج بين منطقة الإسترليني وسوق التبادل الحر بالدولار الأمريكي، والذي كان من الناحية الفنية غير قانوني من عام 1949 إلى عام 1967. يجادل ليو جودستادت، المتخصص في اقتصاد هونغ كونغ، بأن الوزراء والمسؤولين في لندن ملزمون بالتسامح مع الوضع في هونغ كونغ، بالنظر إلى التجارة الواسعة لهونغ كونغ مع جمهورية الصين الشعبية، والتواطؤ الطويل بين المسؤولين في هونغ كونغ، والمصرفيين ومجتمعات الأعمال المحلية. كانت جمهورية الصين الشعبية (PRC) التي أنشأها الحزب الشيوعي الصيني في عام 1949 في حاجة ماسة إلى العملات الأجنبية خاصة بعد الحرب الكورية (1950-1953) والانقسام الصيني السوفياتي في أوائل الستينيات للتجارة الدولية مع الدول من غير الكتلة السوفيتية. تمكن الجنيه الإسترليني الذي تم الحصول عليه من هونغ كونغ من تمويل 28٪ من إجمالي واردات جمهورية الصين الشعبية من عام 1963 إلى عام 1967 وو 46٪ من عام 1970 إلى عام 1971. ، تم توفير من قبل
وفرت شركة هونغ كونغ وشنغهاي المصرفية (HSBC)، وهو «البنك المركزي» الفعلي في هونغ كونغ، حوالي 40-50 ٪ من الجنيه الإسترليني البريطاني الذي حصلت عليه جمهورية الصين الشعبية عبر هونغ كونغ خلال عامي 1953 و 1971، والتي تمثل 10 ٪ من العملة الأجنبية السنوية التي تحتاجها جمهورية الصين الشعبية في الفترة.

#### آثار انخفاض قيمة الجنيه عام 1967
في الستينيات، وجدت المملكة المتحدة صعوبة في الحفاظ على قيمة الجنيه الاسترليني، مع دورها كعملة احتياطية رسمية حتى داخل منطقة الجنيه الاسترليني. في عام 1964، كان الجنيه الاسترليني يمثل 83٪ من الاحتياطيات الرسمية لدول منطقة الجنيه الاسترليني في الخارج، ولكن هذه الحصة انخفضت إلى 75٪ في عام 1966 وإلى 65٪ في عام 1967. عندما خفضت المملكة المتحدة قيمة الجنيه الإسترليني في عام 1967، وأدى ربط الدولار الهونغ كونغي بالجنيه إلى إعادة تقييم الدولار الهونغ كونغي من 16 دولار إلى 14.5 دولار، وإعادة تقييمه بنسبة 10٪ مقابل الجنيه الإسترليني وخفض قيمته 5.7بنسبة ٪ مقابل الدولار الأمريكي. وقد اثار تخفيض قيمة العملة من جانب واحد دائرة من المظالم بين مجتمعات الأعمال المحلية وكذلك المسؤولين الاستعماريين في هونغ كونغ لأن الاحتياطيات الرسمية والمدخرات الخاصة بالجنيه الإسترليني كانت كبيرة من هونغ كونغ.
في الخمسينيات والستينيات من القرن الماضي، تبعًا للنمو الاقتصادي هلونغ كونغ تراكمت فيها احتياطيات كبيرة من الجنيه الإسترليني، وتوسع المعروض النقدي بشكل كبير من 140 إلى 160 مليون جنيه إسترليني في أواخر الخمسينيات ووصل إلى 363 مليون جنيه إسترليني في أكتوبر 1967، أي ما يعادل 10٪ من إجمالي المطلوبات الاسترليني في المملكة المتحدة إلى منطقة الجنيه الاسترليني في الخارج قبل تخفيض قيمة العملة. بعد ذلك، انخرطت هونغ كونغ ولندن في محادثات بشأن التعويض والحماية من المزيد من الخسائر. بالنظر إلى التنويع المحتمل للاحتياطيات الرسمية من الجنيه الإسترليني والدولار الأمريكي من قبل مسؤولي حكومة هونغ كونغ، وافقت لندن على تقديم ضمانات صرف لحماية هونغ كونغ من احتمال انخفاض قيمة الجنيه الإسترليني في المستقبل، والتي كانت أول من حصل على مثل هذه الضمانات من بين دول منطقة الجنيه الإسترليني.

#### نظام العملة العائمة 1974-1983
بعد وقف الولايات المتحدة لقابلية التحويل بين الذهب والدولار الأمريكي في أكتوبر 1971، تخلت بريطانيا عن سعر الصرف الثابت مع الدولار الأمريكي ووسعت ضوابط الصرف أيضًا إلى دول منطقة الجنيه الاسترليني، والتي وضعت نهاية فعلية لمنطقة الجنيه الاسترليني في عام 1972. في نفس العام، رُبط الدولار الهونغ كونغي بالدولار الأمريكي بمعدل 5.65 الدولار الهونغ كونغي مقابل 1 دولار أمريكي. ثم عُدل إلى 5.085 الدولار الهونغ كونغي مقابل 1 دولار أمريكي في عام 1973. ومنذ عام 1974، لم يعد الدولار الهونغ كونغي مرتبطًا بعملة أخرى، الأمر الذي غير النظام النقدي رسميًا من نظام مجلس النقد إلى نظام العملة العائمة.

#### نظام سعر الصرف المرتبط منذ عام 1983
في 17 أكتوبر 1983، رُبط الدولار الهونغ كونغي رسميًا بالدولار الأمريكي بمعدل 7.8 دولار هونغ كونغي مقابل 1 دولار أمريكي، وعاد رسميًا إلى نظام سلطة النقد. وكان ربط الدولار الهونغ كونغي بالدولار الأمريكي في عام 1983 في سياق المفاوضات الصينية البريطانية بشأن مستقبل هونغ كونغ بعد عام 1997. في 24 سبتمبر 1983، انخفضت قيمة الدولار الهونغ كونغي بنسبة 15 ٪ خلال يومين إلى أدنى مستوى تاريخي له عند 9.6 دولار هونغ كونغي مقابل 1 دولار أمريكي بسبب عدم ثقة الجمهور بالمحادثات. اندلعت حالة من الذعر العام وكان هناك تهافت على المواد الغذائية في يوم السبت الأسود هذا (1983). في خضم الأزمة النقدية، دعا جون غرينوود، الاقتصادي الذي أطلق عليه لاحقًا لقب «مهندس نظام سعر الصرف المرتبط» في هونغ كونغ، إلى اقتراح ربط الدولار الهونغ كونغي بالدولار الأمريكي مع العودة إلى نظام مجلس النقد السابق. حصل الاقتراح على دعم اثنين من المسؤولين الحكوميين داخل فرع الشؤون النقدية في حكومة هونغ كونغ، وهما نائب وزير الشؤون النقدية توني لاتر والاقتصادي الحكومي آلان ماكلين كوسيلة عملية لاستعادة الثقة في الدولار الهونغ كونغي. بعد مناقشات بين لندن وهونغ كونغ، أعلن وزير المالية في حكومة هونغ كونغ جون بريمريدج ربط الدولار الهونغ كونغي بالدولار الأمريكي بمعدل 7.8 الدولار الهونغ كونغي إلى دولار أمريكي واحد في مجلس النقد في 17 أكتوبر 1983.
عند تذكر اختيار السعر، أشار توني لاتر أن سعرًا يتراوح بين 7.25 دولار هونغ كونغي إلى 7.50 دولار هونغ كونغي كان يعتبر نطاقًا معقولًا من منظور الاقتصاد الكلي، بالنظر إلى السعر مقابل الدولار الأمريكي عند 6.60 دولار هونغ كونغي قبل الأزمة والسعر من 8.30 إلى 8.80 دولار هونغ كونغي عندما كشفت الحكومة عن نيتها في تغيير النظام النقدي في أوائل أكتوبر. من الناحية السياسية، لم ترغب الحكومة في تحديد السعر ضعيفًا للغاية درءًا للادعاءات الدولية بالتلاعب بالعملة من أجل مزايا تنافسية، أو سعر قوي جدًا من شأنه أن يؤدي إلى ارتفاع أسعار الفائدة والتخلي عن السعر في نهاية المطاف. تم اختيار سعر 7.8 دولار هونغ كونغي أخيرًا، حيث كانت الحكومة تأمل في إثبات أن الوضع قد استقر بشكل صحيح وكان هناك شعور بأن السعر الذي يقل عن 8.0 دولار هونغ كونغي يمكن أن يحقق هذا الغرض من الناحية النفسية.
نُقل عن جون بريمريدج ذات مرة قوله إن السعر كان إلى حد ما «رقمًا بعيدًا في الهواء»، ولكن الشيء الأكثر أهمية هو استعادة ثقة الجمهور بالدولار الهونغ كونغي مع ربط العملة وسط الأزمة. وفضل المسؤولون الحكوميون الحل بشكله الحالي لأسباب خارجة عن الاعتبارات النقدية. من الناحية المالية، صُمم ربط العملة بحيث لا يطلب من بنك إنجلترا إقراض احتياطياته للحفاظ على ربط عملات هونغ كونغ. من الناحية السياسية، أظهر نظام مجلس النقد جيدًا الاستقلالية التي منحتها لندن لهونغ كونغ في صنع السياسة الاقتصادية وسط المفاوضات البريطانية مع الصين لمنح هونغ كونغ استقلالية أعلى بعد عام 1997. كما هو متصور، يستمر النظام النقدي لمجلس النقد في العمل بنفس معدل الربط بعد تسليم سيادة هونغ كونغ إلى الصين في عام 1997.

### فترة ما بعد عام 1997
ينص قانون هونغ كونغ الأساسي والإعلان الصيني البريطاني المشترك على أن هونغ كونغ تحتفظ باستقلالية كاملة فيما يتعلق بإصدار العملة. تُصدر الحكومة وثلاثة بنوك محلية ( HSBC، بنك الصين وستاندرد تشارترد) العملة في هونغ كونغ تحت إشراف سلطة النقد في هونغ كونغ، والتي كانت هيئة عامة شبه مستقلة تأسست في أوائل التسعينيات لتنظيم البنوك وإدارة صناديق الصرف وتشغل حاليًا دور «البنك المركزي» الفعلي للإقليم. تطبع مؤسسة هونغ كونغ لطباعة العملة المحدودة (بالإنجليزية: Hong Kong Note Printing Limited) الأوراق النقدية. لا يمكن لأي بنك إصدار الدولار الهونغ كونغي إلا إذا كان لديه ما يعادله بالدولار الأمريكي عند الإيداع. يضمن نظام مجلس النقد أن القاعدة النقدية الكاملة لهونغ كونغ مدعومة بالدولار الأمريكي بسعر الصرف المرتبط. يتم الاحتفاظ بالموارد اللازمة للدعم في صندوق الصرف في هونغ كونغ، والذي يعد من بين أكبر الاحتياطيات الرسمية في العالم. تمتلك هونغ كونغ أيضًا ودائعًا ضخمة بالدولار الأمريكي، مع احتياطيات رسمية من العملات الأجنبية تبلغ 361 مليار دولار أمريكي اعتبارًا من مارس 2016.
أكد توني لاتر نائب الرئيس التنفيذي لسلطة النقد في هونغ كونغ (HKMA) في خطاب تناول مسألة تحديد من يقرر السياسة النقدية في هونغ كونغ في 13 مايو 2002، أن وزير المالية مع سلطة النقد في حكومة منطقة هونغ كونغ الإدارية الخاصة هما المسؤولان عن ذلك. واعترف بالتأثير الثقيل والمباشر للاحتياطي الفيدرالي للولايات المتحدة على السياسة النقدية لهونغ كونغ في ظل ربط العملة، لكنه جادل بأنه «كان اختيار هونغ كونغ، ولا نطلب أي إذن من واشنطن أو نيويورك للاستمرار أو التوقف».
اعتبارًا من 18 مايو 2005، بالإضافة إلى الحد الأدنى المضمون، عُين حد أعلى مضمون جديد للدولار الهونغ كونغي عند 7.75 الدولار الهونغ كونغي للدولار الأمريكي. خُفض الحد الأدنى من 7.80 إلى 7.85 ( بمقدار 100 نقطة في الأسبوع من 23 مايو إلى 20 يونيو 2005). أشارت سلطة النقد في هونغ كونغ إلى أن هذه الخطوة تهدف إلى تضييق الفجوة بين أسعار الفائدة في هونغ كونغ وأسعار الفائدة في الولايات المتحدة. الهدف الآخر للسماح للدولار الهونغ كونغي بالتداول في نطاق هو تجنب استخدام الدولار الهونغ كونغي كبديل للمراهنات المضاربة على إعادة تقييم الرنمينبي.

## المصطلحات
|                                                                       | بالصينى      | ييل (كانتونية)                            | بينيين (الماندرين)                  | العربية              |
| --------------------------------------------------------------------- | ------------ | ----------------------------------------- | ----------------------------------- | -------------------- |
| اسم العملة الرسمي                                                     | 港元/港幣    | góng yùn / góng bàih غونغ يون / غونغ بايه | gǎngyuán / gǎngbì غونغيوان / غونجبو | الدولار الهونغ كونغي |
| اسم الوحدة الرسمي: 1 اسم الوحدة الرسمي : اسم الوحدة الرسمي :          | 元أو圓 毫 仙 | yùn hòu sīn                               | yuán háo xiān                       | دولار عشرة سنتات سنت |
| أسماء الوحدات الأخرى: 1 أسماء الوحدات الأخرى : أسماء الوحدات الأخرى : | 蚊角分       | mān gok fān                               | wén jiǎo fēn                        | دولار عشرة سنتات سنت |

في الكانتونية الرسمية، يُستعمل الرمز 圓أو元. في الكانتونية غير الرسمية يُستعمل 蚊. ينشأ استخدام الحرف 蚊( mān ) من تغيير نغمة فئة العملة المستخدمة في الصين في العصر الإمبراطوري 文، والتي كانت الفئة الرئيسية حتى ظهور اليوان في أواخر القرن التاسع عشر.
ينقسم الدولار إلى 100 سنت، باستعمال الرمز仙 ("cent") المستخدمة في القطع النقدية وفي الكانتونية غير الرسمية. ومع ذلك، لا يوجد 仙الآن إلا في سوق الأوراق المالية، حيث لم يعد لديها الآن شكل ورقة نقدية أو قطعة نقدية نظرًا لقيمتها الصغيرة، ولم تعد تُستخدم في المعاملات النقدية العادية. مبلغ 10 سنتات يسمى 1 هُو (毫) بالكانتونية.
للتعبير عن الأسعار باللغة الكانتونية غير الرسمية، على سبيل المثال 7.80 دولار هونغ كونغي، فإن العبارة هي七個八؛ من الناحية المالية، حيث توجد القيم الصحيحة بالسنت، على سبيل المثال، 6.75 دولار هونغ كونغي، فإن العبارة هي六個七毫半 ؛ (عادة ما يتم التعبير عن الخمس سنتات على أنها «نصف»، ما لم تتبعها خمسة أخرى، مثل 55 سنتًا عندما تسبقها قيمة بالدولار) ؛ 7.08 دولار هو七蚊零八仙.

### مصطلحات عامية
فيما يلي مصطلحات عامية تُستخدمفي هونغ كونغ للإشارة إلى مبالغ مالية مختلفة:
| الاسم صيني   | الكانتونية ييل بالحروف اللاتينية | القيمة              | المعنى                                                                                  |
| ------------ | -------------------------------- | ------------------- | --------------------------------------------------------------------------------------- |
| 辰砂         | sànsā                            | سنت                 | نادرا ما يُستخدم، والمعنى الأدبي: الزنجفر المطحون (لصغرحجمه) والذي يستخدم في الطب الصيني |
| 斗零         | dáulíng                          | عملات 5 ¢ المعدنية  | وزن العملة حوالي 1.37 غرام ؛ 5 ¢ لم تعد متداولة                                         |
| 大餅         | daaihbéng                        | 1 دولار             | الكيك المسطح، نسبة إلى شكله الدائري                                                     |
| 草／兜／條   | chóu/dāu/tíu                     | 10 دولارات          | العشب/الوعاء/الشريط ؛ مصطلحات عامية                                                     |
| 青蟹         | chēngháaih                       | 10 دولارات          | السلطعون الأخضر، نسبة إلى لون الأوراق النقدية ذات الطراز القديم                         |
| 花蟹／公仔紙 | fāháaih / gōngjáijí              | 10 دولارات          | السلطعون المنمق، الورق الملون؛ نسبة إلى لون الأوراق النقدية ذات النمط الجديد            |
| 䊆糈／嚿水   | gauhséui                         | $100 دولار          | كتلة من الماء كلمة "الماء" تعني المال في الكانتونية                                     |
| 紅底／紅衫魚 | hùngdái / hùngsāamyú             | $100 دولار          | الملابس الداخلية الحمراء والنهاش الأحمر. نسبة إلى اللون الأحمر للأوراق النقدية          |
| 大牛         | daaihngàu                        | 500 دولار           | الثور الكبير، نسبة إلى صورة ثور على الورقة النقدية في فترة ما قبل الحرب                 |
| 金牛         | gāmngàu                          | 1000 دولار          | الثور الذهبي، نسبة إلى اللون الذهبي للأوراق النقدية                                     |
| 棟           | dung                             | 1000 دولار          | بِناء؛ مصطلح عام غير مألوف                                                               |
| 皮           | pèi                              | 10000 دولار         | بشرة، مصطلح عامي                                                                        |
| 雞嘢         | gāiyéh                           | 10000 دولار         | فرخة، مصطلح عام غير شائع، يمكن أن يعني أيضًا 1 دولار                                     |
| 餅           | béng                             | 10000 دولار         | كيك، مصطلح عام غير مألوف                                                                |
| 球           | kàu                              | 1000000 دولار       | كرة؛ عامية، وعادة ما تستخدم في شراء الأسهم                                              |
| 碼           | máh                              | 1,000,000,000 دولار | حديقة منزل                                                                              |

يستخدم الصينيون في الخارج بعض هذه المصطلحات أيضًا للإشارة إلى عملتهم المحلية.يستخدم أحيانًا المصطلح العام «هونكي» باللغة الإنجليزية لوصف الدولار الهونغ كونغي

## القطع النقدية

صور عملات الدولار الهونغ كونغي (سلسلة بوهينيا).

في عام 1863،أدخلت قطع نقدية من فئة مل واحد (1⁄10سنت)، و سنت واحد و 10 سنت، ثم في عام 1866 من فئة 5 سنتات و20 سنت ونصف دولار ودولار واحد. سُكت القطع النقدية من فئة مل واحد وسنت واحد بالبرونز، وكانت القطعة «مل واحد» قطعة نقدية مثقوبة. سُكت القطع النقدية المتبقية بالفضة. توقف إنتاج المل الواحد في عام 1866، بينما توقف إنتاج نصف الدولار والدولار الواحد في عام 1868، واستأنف إنتاج نصف الدولار فقط (حاليًا فئة 50 سنتًا) في عام 1890. عُلق إنتاج جميع القطع النقدية الفضية في عام 1905، واستؤنف لفترة وجيزة فقط في عامي 1932 و 1933 لإنتاج قطع نقدية من فئة 5 سنتات.
في عام 1934، أُصدرت آخر قطعة نقدية من فئة سنت واحد، ولكن آخر سك كان عام 1941. ولم تُسك لأن اليابانيين أغرقوا سفينة تحمل قطع نقدية من فئة سنت واحد متجهة إلى هونغ كونغ في الحرب العالمية الثانية. في العام التالي (1935)، أُدخل النيكل النحاسي في سك قطع الـ5 و 10 سنتات، واستبدلت بالنيكل في عام 1937 و مزيج النحاس-النيكل-الزنك بين عامي 1948 و 1949. سُكت القطعة النقدية من فئة الـ50 سنتًا من النحاس والنيكل في عام 1951 وحملت لأول مرة اسم «خمسون سنتًا» باللغتين الصينية والإنجليزية، ولكن تم تغييرها إلى نيكل نحاسي في عام 1977.
في عام 1960، قُدمت قطع نقدية من النيكل النحاسي بقيمة دولار واحد، ثم صُغرحجمها في عام 1978. وتبعتهم في عام 1975 فئة 20 سنتا بمزيج النحاس-النيكل-الزنك وقطعة 2 دولار بالنيكل النحاسي (كلاهما على شكل أسقلوب)، وعام 1976، سُكت القطعة النقدية من فئة 5 دولار معشرة الشكل وبالنيكل النحاسي، غيرت إلى شكل مستدير وأكثر سمكا في عام 1980. أصدرت القطعة النقدية من فئة 5 سنت آخر مرة في عام 1979، وكان آخر إصدار لها في عام 1988. في عام 1994، تم قُدمت قطعة نقدية ثنائية المعدن بقيمة 10 دولارات.
وبدءًا من عام 1993، وقبل إنشاء منطقة هونغ كونغ الإدارية الخاصة، سُحبت القطع النقدية التي تحمل صورة الملكة إليزابيث الثانية تدريجيًا من التداول. تتميز معظم العملات الورقية والقطع النقدية المتداولة بزهرة بوهينيا في هونغ كونغ أو رموز أخرى. لا تزال القطع النقدية التي تحمل صورة الملكة قانونية ويمكن رؤيتها، ولكن يتم التخلص منهاتدريجيًا وببطء. ومع ذلك، لا يزال معظمهم في سندات قانونية والتداول. نظرًا لأن إعادة التصميم كانت حساسة للغاية فيما يتعلق بالأسباب السياسية والاقتصادية، لم يكن من الممكن إسناد عملية تصميم العملات الجديدة إلى فنان، ولكن جوزيف يام، الرئيس التنفيذي لسلطة النقد في هونغ كونغ، قام بها والذي وجد بنفسه أن زهرة بوهينيا تُلبي «التصميم المحايد سياسيًا» وقام ب«عمل قص ولصق» سري.
في أوائل عام 1997، ، أصدرت الحكومة احتفالًا بنقل هونغ كونغ للسيادة من بريطانيا إلى جمهورية الصين الشعبية مجموعة عملات تذكارية جديدة تصور الموضوعات الثقافية الصينية ومعالم هونغ كونغ والعدد 19 والعدد 97، مسجلًا عام 1997، على كل جانب من التصاميم.
اعتبارًا من اليوم، أصدرت سلطة النقد في هونغ كونغ قطع نقدية من فئة 10 دولارهونغ كونغي، و 5 دولار، و 2 دولار، وواحد، و 50 سنتًا، و 20 سنتًا، و 10 سنتات نيابة عن حكومة هونغ كونغ.

## الأوراق النقدية
يخضع إصدار أوراق الدولار الهونغ كونغي اليوم لسلطة النقد الحكومية في هونغ كونغ (HKMA)، وتقوم ثلاثة بنوك تجارية (مؤسسة هونغ كونغ وشنغهاي المصرفية (HSBC)، بنك الصين، وستاندرد تشارترد) بإصدار أوراقها النقدية الخاصة بها للتداول العام في المنطقة وذلك بموجب ترخيص من سلطة النقد. كما تُصدر سلطة النقد بنفسها أيضًا الأوراق النقدية. في معظم دول العالم، يخضع إصدار الأوراق النقدية حصريًا إلى سلطة بنك مركزي أو حكومة واحدة. هذه الترتيبات في هونغ كونغ غير عادية ولكنها ليست فريدة. فيوجد نظام مماثل يستخدم في المملكة المتحدة، حيث تصدر سبعة بنوك الأوراق النقدية.
حاليًا، تصدر البنوك التجارية الثلاثة مؤسسة هونغ كونغ وشنغهاي المصرفية (HSBC)، بنك الصين، وستاندرد تشارترد تصميماتها الخاصة من الأوراق النقدية بفئات 20 دولار، و 50 دولار، و 100 دولار، و 500 دولار و 1000 دولار، مع تشابه جميع التصميمات في نفس فئة الأوراق النقدية فيما بينها. بينما تُصدر سلطة النقد في هونغ كونغ نيابة عن حكومة هونغ كونغ حصريًا الأوراق النقدية من فئة 10 دولار، والتي تشكل في المجموع نظام تداول الأوراق النقدية لأربعة مُصدرين مختلفين للأوراق النقدية.
في عام 1845، تأسس اورينتال بنك (البنك الشرقي) كأول بنك خاص. ولكن لم تُنتج الأوراق النقدية حتى ستينيات القرن التاسع عشر، عندما بدأ البنك الشرقي، وبنك تشارترد الهند وأستراليا والصين، ومؤسسة هونغ كونغ وشنغهاي المصرفية بإصدار الأوراق النقدية. وشملت الفئات التي صدرت في ستينيات وسبعينيات القرن التاسع عشر 1 و 5 و 10 و 25 و 50 و 100 و 500 دولار. لم تقبل وزارة الخزانة هذه الأوراق النقدية لدفع المستحقات الحكومية والضرائب، على الرغم من استخدام التجار لها. لم تنجو الأوراق النقدية من فئة 25 دولارًا بعد نهاية القرن التاسع عشر، بينما صدرت الأوراق النقدية فئة الدولار الواحد (التي أنتجها بنك إتش إس بي سي فقط ) حتى عام 1935.
بموجب قانون النقد لعام 1935، كانت الأوراق النقدية من فئة 5 دولارات وما فوق الصادرة عن البنوك المحلية الثلاثة المصرح بها، وهي بنك ميركانتايل الهند المحدود، وبنك تشارترد الهند وأستراليا والصين، ومؤسسة هونغ كونغ وشنغهاي المصرفية، وكانت كلها عملات قانونية. تولت الحكومة إنتاج الأوراق النقدية من فئة واحد دولار. في عام 1941، قدمت الحكومة أوراقًا نقدية بقيمة 1 و 5 و 10 سنتات بسبب صعوبة نقل العملات المعدنية إلى هونغ كونغ بسبب الحرب العالمية الثانية (غرقت سفينة تحمل قطعًا نقدية من فئة 1 سنت عام 1941، مما جعل هذه القطع النقدية نادرة جدًا). ومباشرة قبل الاحتلال الياباني ، تم إصدار إصدار طارئ من أوراق 1 دولار تتكون من أوراق بنك الصين 5 يوان المطبوعة.
في عام 1945، استؤنف إنتاج النقود الورقية بشكل أساسي دون تغيير عما كان عليه قبل الحرب، حيث أصدرت الحكومة أوراقًا نقدية بقيمة 1 و 5 و 10 سنتات و 1 دولار، وأصدرت البنوك الثلاثة أوراقًا نقدية بقيمة 5 و 10 و 50 و 100 و 500 دولار. استبدلت الأوراق النقدية فئة الدولار الواحد بقطع نقدية في عام 1960، مع إصدارالحكومة لورقة نقدية وحيدة بقيمة واحد سنت بعد عام 1965.
في عام 1975، استبدلت الأوراق النقدية فئة 5 دولارات بقطعة نقدية، في حين أُصدرت أوراق نقدية فئة 1000 دولار في عام 1977. استوعبت مؤسسة هونغ كونغ وشنغهاي المصرفية بنك ميركانتايل في عام 1978. في عام 1985، أُصدرت أوراق نقدية من فئة 20 دولارًا، وفي عام 1993، أُصدرت قطعة نقدية بقيمة 10 دولارات وتوقفت البنوك عن إصدار أوراق نقدية بنفس القيمة. في عام 1994 منحت سلطة النقد سلطة إصدار الأوراق النقدية لبنك الصين.
بعد تجربة قليلة النجاح من 1994 إلى 2002 لنقل فئة 10 دولارات من تنسيق الأوراق النقدية (الصادرة عن البنوك) إلى تنسيق القطع النقدية (صادر من الحكومة)، فإن الأوراق النقدية فئة 10 دولارات هي حاليًا الفئة الوحيدة الصادرة عن سلطة النقد، بعد أن استحوذت على مصنع طباعة الأوراق النقدية في تاي بو من شركة دو لا رو في المملكة المتحدة نيابة عن الحكومة. لا تزال الأوراق النقدية القديمة من فئة 10 دولارات متداولة رغم ندرتها والتخلص منها تدريجياً.
أُصدرت ورقة تذكارية من البوليمر بقيمة عشرة دولارات في يوليو 2007 للاحتفال بالذكرى العاشرة لعودة هونغ كونغ إلى الصين. سيتعمم الأوراق النقدية الجديدة جنبًا إلى جنب مع الإصدارات الأخرى لفترة تجريبية مدتها عامين، على الرغم من أن الدفعة الأولية التي أُصدرت جمعها على نطاق واسع هواة الجمع.
أُصدرت سلسلة جديدة من الأوراق النقدية اعتبارًا من عام 2010. في عام 2015، أصدر مؤسسة هونغ كونغ وشنغهاي المصرفية (HSBC) أوراقًا نقدية بقيمة 150 دولارًا احتفالًا بالذكرى السنوية الخمسون بعد المائة لتأسيسه.

## الاقتصادي

### نظام سعر الصرف المرتبط

سعر صرف HKD / USD منذ عام 1990

منذ عام 1983، يعد نظام سعر الصرف المرتبط نوعًا فريدًا من أنظمة تحديد سعرالصرف المستخدمة لربط الدولار الهونغ كونغي بدولار أمريكي بسعر ثابت قدره 7.80 دولار هونغ كونغي مقابل 1 دولار أمريكي. في نظام سعر الصرف المرتبط الفريد هذا، تفوض سلطة النقد في هونغ كونغ (HKMA) البنوك الثلاثة التي تصدر الأوراق النقدية (HSBC، وبنك الصين، وستاندرد تشارترد) بإصدار أوراق نقدية جديدة شريطة أن تودع قيمة معادلة للدولار الأمريكي لدى سلطة النقد.
من الناحية العملية، في نظام سعر الصرف المرتبط الفريد، فإن سعر الصرف البالغ 7.80 دولار هونغ كونغي لكل 1 دولار أمريكي، يخضع لرقابة صارمة من قبل سلطة النقد في هونغ كونغ في سوق الصرف الأجنبي من خلال التحكم في العرض والطلب على الدولار الهونغ كونغي من أجل التأثير على سعر الصرف الثابت. بموجب هذا الترتيب، تضمن سلطة النقد تحويل الدولار الأمريكي إلى دولار هونغ كونغ والعكس، بسعر ثابت (7.80). عندما يكون سعر السوق أقل من 7.80، تقوم البنوك بتحويل الدولار الأمريكي مقابل الدولار الهونغ كونغي من سلطة النقد، فيزيد المعروض من الدولار الهونغ كونغي، فيرتفع سعر السوق مرة أخرى إلى 7.80. تعمل نفس الآلية أيضًا عندما يكون سعر السوق أعلى من 7.80، وستقوم البنوك بتحويل الدولار الهونغ كونغي إلى الدولار الأمريكي.
من خلال هذا الترتيب، يُدعم الدولار الهونغ كونغي بواحد من أكبر احتياطيات النقد الأجنبي في العالم، والتي تزيد عن 7 أضعاف كمية الأموال المتداولة أو حوالي 48٪ من الدولار الهونغ كونغي في نهاية أبريل 2016.

### مناقشة الربط باليوان
بعد تدويل الرنمينبي وإدراج اليوان الصيني في حقوق السحب الخاصة، كانت هناك مناقشات لربط الدولار الهونغ كونغي بالرينمينبي بدلاً من الدولار الأمريكي. تشير الدراسات إلى أنه في حالة إعادة ربط الدولار الهونغ كونغي بالرينمينبي، فإنه سيحتاج إلى أصول تزيد قيمتها عن تريليوني رنمينبي ليحل محل احتياطيات النقد الأجنبي في هونغ كونغ والبالغة 340 مليار دولار اعتبارًا من عام 2015، وهو ما يتجاوز حجم أصول الرنمينبي القائمة في هونغ كونغ. وعلاوة على ذلك، ووفقاً للأرقام الصادرة عن هيئة أسواق المال حتى نهاية عام 2014، بلغت الودائع وشهادات الودائع بالرنمينبي 1.158 تريليون رنمينبي، في حين بلغت السندات المعلقة بالرنمينبي 381 مليارًا ووبلغت القروض المقومة بالرنمينبي 188 مليار يوان. تظهر دراسات أخرى أن هيمنة بر الصين الرئيسي على الروابط المالية والاقتصادية لهونغ كونغ بشكل متزايد، وتراجع المخاوف السابقة بشأن انفتاح حساب رأس المال الصيني ببطء، واستمرار الصين في فتح حساب رأس المال الخاص بهاقد يُؤدي إلى ربط العملة بالرينمينبي بدلًا من الدولار الأمريكي.
ومع ذلك، في يناير 2016، توسعت التقلبات في أسواق المال الصينية واليوان الصيني لتشمل أسواق هونغ كونغ وعملتها. ارتفع معدل الاقتراض الخارجي ليوم واحد بالرنمينبي، سعر الفائدة المعروض ما بين بنوك في هونغ كونغ باليوان (CNY HIBOR)، إلى 66.8٪ في 12 يناير/كانون الثاني بعد أن تدخل بنك الشعب الصيني (البنك المركزي الصيني) في محاولة للضغط على المضاربات القصيرة الرنمينبي من خلال تضييق السيولة في البنوك التجارية في هونغ كونغ. أدى تحرك بنك الشعب الصيني في السوق الخارجية، إلى جانب انخفاض آخر في الأسهم الصينية، إلى مخاوف المستثمرين من إمكانية فك ارتباط الدولار الهونغ كونغي بالدولار الأمريكي في المستقبل المنظور. ورداً على تكهنات السوق، صرحت سلطة النقد في هونغ كونغ في 27 يناير إن الهيئة التنظيمية ستحمي نظام سعر الصرف المرتبط بالدولار الهونغ كونغي. ومع ذلك، لم يعد العديد من المستثمرين يعتبرون هونغ كونغ ملاذًا آمنًا لأنهم منحوا في السابق نفوذًا ماليًا متزايدًا من قبل الصين القارية. نظرًا لتأثر الأسواق المالية في هونغ كونغ بشكل كبير بالبر الرئيسي للصين، فإن سعر صرف الرنمينبي وكذلك سوق الأسهم الصينية لا يزالان في حالة من التقلب الشديد ويستمران في التأثير على أسواق هونغ كونغ والدولار الهونغ كونغي.

## أسعار الصرف

### أسعار الصرف التاريخية
| فترة                           | سعر الصرف                           | سمات |
| ------------------------------ | ----------------------------------- | --- |
| 1863-1935                      | المعيار الفضي                       | الدولارات الفضية كعملة قانونية |
| كانون الأول 1935 - حزيران 1972 | صرف الجنيه الاسترليني               | سعر الصرف القياسي: - 1 جنيه إسترليني: 16 دولار هونغ كونغي (ديسمبر 1935 - نوفمبر 1967) - 1 جنيه إسترليني: 14.55 دولار هونغ كونغي (نوفمبر 1967 - يونيو 1972) |
| يوليو 1972 - نوفمبر 1974       | سعر صرف ثابت مقابل الدولار الأمريكي | سعر الصرف: - 1 دولار أمريكي: 5.650 دولار هونغ كونغي (يونيو 1972 - فبراير 1973) - 1 دولار أمريكي: 5.085 دولار هونغ كونغي (فبراير 1973 - نوفمبر 1974) |
| نوفمبر 1974 - أكتوبر 1983      | التعويم الحر                        | أسعار الصرف في أيام محددة: - 1 دولار أمريكي: 4.965 دولار هونغ كونغي (25 نوفمبر 1974) - 1 دولار أمريكي: 9.600 دولار هونغ كونغي ( 24 سبتمبر 1983 ) |
| 1983 حتى الآن                  | نظام سعر الصرف المرتبط              | - 1 دولار أمريكي: 7.80 دولار هونغ كونغي (1983-1998) (لإصدار واسترداد شهادات المديونية) - 1 دولار أمريكي: 7.75 دولار هونغ كونغي (1998-2005) (تتعهد سلطة النقد بتحويل دولار هونغ كونغي في حسابات المقاصة للبنوك المرخصة المحتفظ بها لدى السلطة إلى الدولار الأمريكي بسعر صرف ثابت قدره 7.75 دولار هونغ كونغي إلى دولار أمريكي واحد.يتحرك السعر إلى 7.80 نقطة واحدة كل يوم تقويمي بدءًا من 1 أبريل 1999 وينتهي في 12 أغسطس 2000.) - 1 دولار أمريكي: 7.75 - 7.85 دولار هونغ كونغي (مايو 2005 فصاعدًا) وضعت سلطة النقد حدًا مضمونًا أعلى وأدنى منذ 18 مايو 2005 |

## أكثر العملات تداولًا من حيث القيمة
| الرتبة | العملة             | كود أيزو 4217 (الرمز) | % من التداولات اليومية (شراء أو بيع) (أبريل 2019) |
| ------ | ------------------ | --------------------- | ------------------------------------------------- |
| 1      | دولار أمريكي       | USD (US$)             | 88.3%                                             |
| 2      | يورو               | EUR (€)               | 32.3%                                             |
| 3      | ين ياباني          | JPY (¥)               | 16.8%                                             |
| 4      | جنيه إسترليني      | GBP (£)               | 12.8%                                             |
| 5      | دولار أسترالي      | AUD (A$)              | 6.8%                                              |
| 6      | دولار كندي         | CAD (C$)              | 5.0%                                              |
| 7      | فرنك سويسري        | CHF (CHF)             | 5.0%                                              |
| 8      | رنمينبي            | CNY (元 / ¥)          | 4.3%                                              |
| 9      | دولار هونغ كونغ    | HKD (HK$)             | 3.5%                                              |
| 10     | دولار نيوزيلندي    | NZD (NZ$)             | 2.1%                                              |
| 11     | كرونة سويدية       | SEK (kr)              | 2.0%                                              |
| 12     | وون كوري جنوبي     | KRW (₩)               | 2.0%                                              |
| 13     | دولار سنغافوري     | SGD (S$)              | 1.8%                                              |
| 14     | كرونة نروجية       | NOK (kr)              | 1.8%                                              |
| 15     | بيزو مكسيكي        | MXN ($)               | 1.7%                                              |
| 16     | روبية هندية        | INR (₹)               | 1.7%                                              |
| 17     | روبل روسي          | RUB (₽)               | 1.1%                                              |
| 18     | راند جنوب أفريقي   | ZAR (R)               | 1.1%                                              |
| 19     | ليرة تركية         | TRY (₺)               | 1.1%                                              |
| 20     | ريال برازيلي       | BRL (R$)              | 1.1%                                              |
| 21     | دولار تايواني جديد | TWD (NT$)             | 0.9%                                              |
| 22     | كرونة دنماركية     | DKK (kr)              | 0.6%                                              |
| 23     | زلوتي بولندي       | PLN (zł)              | 0.6%                                              |
| 24     | بات تايلاندي       | THB (฿)               | 0.5%                                              |
| 25     | روبية إندونيسية    | IDR (Rp)              | 0.4%                                              |
| 26     | فورنت مجري         | HUF (Ft)              | 0.4%                                              |
| 27     | كرونة تشيكية       | CZK (Kč)              | 0.4%                                              |
| 28     | شيكل إسرائيلي جديد | ILS (₪)               | 0.3%                                              |
| 29     | بيزو تشيلي         | CLP (CLP$)            | 0.3%                                              |
| 30     | بيسو فلبيني        | PHP (₱)               | 0.3%                                              |
| 31     | درهم إماراتي       | AED (د.إ)             | 0.2%                                              |
| 32     | بيزو كولومبي       | COP (COL$)            | 0.2%                                              |
| 33     | ريال سعودي         | SAR (ریال)            | 0.2%                                              |
| 34     | رينغيت ماليزي      | MYR (RM)              | 0.1%                                              |
| 35     | ليو روماني         | RON (L)               | 0.1%                                              |
| Other  | Other              | Other                 | 2.2%                                              |
| Total  | Total              | Total                 | 200.0%                                            |